# Magaly Carvajal
Magalys Carvajal Rivera (18 de diciembre de 1968) es una jugadora y entrenadora de voleibol cubana, posteriormente nacionalizada española, campeona mundial y olímpica. Participó de los Juegos Olímpicos de Barcelona de 1992 y de los Juegos Olímpicos de Atlanta de 1996 donde obtuvo medalla de oro. También obtuve medalla de oro en el mundial de voleibol de 1994.

## Trayectoria profesional
Formó parte de la Selección Cubana de Voleibol Femenino ocupando el rol de base. Jugó al voleibol en clubes de Japón, Italia y la mayor parte de su carrera fue en España. En 1998 se naturalizó ciudadana española y se integró a la selección española femenina de voleibol en 2001 y 2002. En septiembre de 2010 actuó paralelamente como entrenadora y jugadora en el club español Feel Volley Alcobendas en la Superliga Española de la segunda división.
Sus mayores éxitos fuera de su selección fueron con el Club Volleyball Tenerife Marichal, club más laureado de España, incluidos masculinos y femeninos, y en la temporada 2003/2004 logró el máximo título continental, la Indesit Champions League (primer y único equipo español en conseguirlo). Magaly jugó en Tenerife desde 1995, donde logró nueve títulos de campeona de liga: 1997, 1998, 1999, 2000, 2001, 2002, 2004, 2005 y 2006. Asimismo fue diez veces campeona de la Copa de la Reina: 1997, 1998, 1999, 2000, 2001, 2002, 2003, 2004, 2005 y 2006 y cinco veces ganó la Supercopa, años 2002, 2003, 2004, 2005 y 2008.
En 2009 jugó para Ciudad Las Palmas G.C. Cantur en España, donde fue considerada una de las mejores atacantes y bloqueadoras elegida entre "las mejores 7" varias veces. En 2013/14 jugó para CV IBSA ACE Gran Canaria 2014 y es una de las mejores anotadoras de la primera liga española. Su equipo terminó tercero y Magaly fue la segunda mejor anotadora de la liga después de Daniela da Silva con 438 puntos a 440 y un 44,42% de éxito en el ataque (10 al 15 da Silva tiene 42,30%). Magaly fue la cuarta mejor bloqueadora.